# Dendrophidion rufiterminorum
Dendrophidion rufiterminorum là một loài rắn trong họ Rắn nước. Loài này được Cadle & Savage mô tả khoa học đầu tiên năm 2012.